# Pont de Panchorra
El Pont de Panchorra és un pont romà sobre el riu Cabrum, situat al municipi de Resende, a Portugal. Forma part d'una via romana que unia Braga amb Mèrida, de la qual encara subsisteix la prolongació del tauler. Tal com passa en altres ponts romans, és difícil determinar si la construcció actual és l'original o una reconstrucció medieval. El 2013 fou classificat com a Monument d'Interés Públic i està integrat en la Ruta del romànic.